# حسین شکوهی
حسین شکوهی سرتیپ ارتش جمهوری اسلامی ایران است، که هم‌اکنون به‌عنوان معاون پژوهشی پژوهشگاه علوم و معارف دفاع مقدس فعالیت می‌کند، همچنین استادیار دانشگاه عالی دفاع ملی است.
وی از اوایل دهه ۱۳۸۰ تا سال ۱۳۸۴ فرمانده لشکر ۸۴ پیاده لرستان بود، از ۱۳۸۴ تا ۱۳۸۶ فرماندهی لشکر ۶۴ پیاده ارومیه را برعهده داشت، از ۱۳۸۶ تا ۱۳۸۹ به‌عنوان فرمانده ارشد ارتش در استان‌های فارس و کهگیلویه و بویراحمد فعالیت می‌کرد و در فاصله سال‌های ۱۳۸۹ تا ۱۳۹۶ معاون تربیت و آموزش نیروی زمینی ارتش بود.
شکوهی در سال ۱۳۹۶ به ستاد کل نیروهای مسلح منتقل شد، از ۱۳۹۶ تا ۱۴۰۰ ریاست اداره آموزش ستاد کل نیروهای مسلح را برعهده داشت و از سال ۱۴۰۰ معاون پژوهشی پژوهشگاه علوم و معارف دفاع مقدس است.